# Jürgen Schütze
Jürgen Schütze (* 3. März 1951 in Arnsdorf; † 6. September 2000) war ein deutscher Bahnradsportler.
Jürgen Schütze begann mit dem Radsport bei der SG Dynamo Dresden-Nord, wo auch Axel Peschel und Werner Otto unter der Ägide von Gerhard Koppelt ihre Laufbahn begonnen hatten. Er galt bereits im Jugendalter als großes Talent, was er mit fünf DDR-Meistertiteln in der Jugend und vielen weiteren Medaillengewinnen bei Kinder- und Jugendspartakiaden (zwei Titel, im Sprint und im Zeitfahren) und Meisterschaften im Jugendbereich untermauerte. Im Jahre 1968 wurde er zum SC Dynamo Berlin delegiert, wo er sich bei den Trainern Rolf Nitzsche und Siegfried Köhler auf den Bahnradsport konzentrierte. Noch als Jugendlicher nahm er 1969 an den UCI-Bahn-Weltmeisterschaften der Männer teil. Zweimal, 1972 und 1973, wurde Schütze DDR-Meister im 1-km-Zeitfahren, nachdem er 1970 und 1971 nationaler Vize-Meister in dieser Disziplin geworden war.
Jürgen Schütze startete 1972 bei den Olympischen Spielen in München und errang im 1000-Meter-Zeitfahren  die Bronzemedaille.

## Berufliches
Nach Beendigung seiner aktiven Radsport-Karriere studierte Schütze Ökonomie in Berlin-Karlshorst und war anschließend bei der SV Dynamo angestellt. Nach der Wende arbeitete er als selbständiger Finanzdienstleister. Beim SC Berlin engagierte er sich weiter für den Radsport.